# Vrigne aux Bois
Vrigne-aux-Bois es una comuna nueva francesa situada en el departamento de Ardenas, de la región de Gran Este.

## Historia
Fue creada el 1 de enero de 2017, en aplicación de una resolución del prefecto de Ardenas de 15 de noviembre de 2016 con la unión de las comunas de Bosseval-et-Briancourt y Vrigne-aux-Bois, pasando a estar el ayuntamiento en la antigua comuna de Vrigne-aux-Bois.

## Demografía
| Gráfica de evolución demográfica de Vrigne-aux-Bois entre 1800 y 2013 |
|                                                                       |

Los datos entre 1800 y 2013 son el resultado de sumar los parciales de las dos comunas que forman la nueva comuna de Vrigne-aux-Bois, cuyos datos se han cogido de 1800 a 1999, para las comunas de Bosseval-et-Briancourt y Vrigne-aux-Bois de la página francesa EHESS/Cassini. Los demás datos se han cogido de la página del INSEE.

## Composición
| Comuna delegada        | Código INSEE | Población (2013) | Superficie (km²) | Densidad (hab./km²) |
| ---------------------- | ------------ | ---------------- | ---------------- | ------------------- |
| Bosseval-et-Briancourt | 08072        | 408              | 14.53            | 28                  |
| Vrigne-aux-Bois        | 08491        | 3343             | 8.04             | 416                 |